# Qiu Shengjiong
Qiu Shengjiong (cinese tradizionale: 邱盛炯, pinyin: Qiū Shèngjiǒng; 1º settembre 1985) è un calciatore cinese, portiere dello Guangdong Huananhu.

## Palmarès

### Competizioni nazionali
- Coppa della Cina: 1

Shanghai Shenhua: 2017